# Feldbach
Feldbach (in sloveno Vrbna) è un comune austriaco di 13 328 abitanti nel distretto di Südoststeiermark, del quale è capoluogo; ha lo status di città capoluogo di distretto (Bezirkshauptstadt). Fino al 31 dicembre 2011 è stato il capoluogo del distretto di Feldbach, poi accorpato a quello di Radkersburg per costituire il nuovo distretto di Südoststeiermark; il 1º gennaio 2015 ha inglobato i comuni soppressi di Auersbach, Gniebing-Weißenbach, Gossendorf, Leitersdorf im Raabtal, Mühldorf bei Feldbach e Raabau. Il comune di Feldbach si trova nella valle del fiume Raab, nella regione della Stiria.

## Storia
La prima menzione scritta della località risale al 1188 come "Velwinbach".
Nel XV secolo Feldbach fu teatro di molti conflitti, che causarono distruzioni e saccheggi nel paese. Risale a questo periodo l'edificazione del Tabor, la fortezza della città.
In seguito all'apertura, nel 1873, della ferrovia che collegava l'Austria con la parte occidentale dell'Ungheria, Feldbach andò incontro a un periodo di grande sviluppo economico.
Durante la prima guerra mondiale, nel 1914, venne edificato un campo di prigionia nel territorio compreso tra Feldbach e Mühldorf, dove furono rinchiusi principalmente soldati russi e italiani. Tuttavia, l'anno seguente, a seguito dell'entrata in guerra dell'Italia, il campo venne interamente riconvertito in un ospedale di guerra.